# 海老川駅
海老川駅（えびかわえき）は、かつて青森県むつ市昭和町にあった下北交通大畑線の駅（廃駅）。大畑線の廃止により2001年（平成13年）4月1日に廃駅となった。

## 歴史
- 1960年（昭和35年）：この頃から仮乗降場として存在していた[2]。
- 1966年（昭和41年）12月15日：駅に昇格[2]。旅客のみを取り扱う駅員無配置駅[3]。
- 1985年（昭和60年）7月1日：国鉄大畑線廃止により下北交通に転換[2]。
- 2001年（平成13年）4月1日：廃止。

## 駅構造
大畑駅に向かって左側に単式ホーム1面1線を有する駅であった。廃駅後はホームなどが撤去され更地となった。

## 駅周辺
- 青森県立田名部高等学校 - 最寄り駅であり、学生の利用が多かった。

## 隣の駅
下北交通
大畑線
下北駅 - 海老川駅 - 田名部駅